# ایرینا ، ماداگاسکار
ایرینا (به لاتین: Irina) یک منطقهٔ مسکونی در ماداگاسکار است که در ایوهیبه (بخش) واقع شده‌است.
 ایرینا  ۵٬۰۰۰ نفر جمعیت دارد و ۷۴۰ متر بالاتر از سطح دریا واقع شده‌است.